# Burzum 1992-1997
Burzum 1992-1997 è un box set di dischi in vinile del progetto musicale norvegese Burzum, messo in commercio dalla Hammerheart Records nel 1998 in edizione limitata a 1000 copie.

## Descrizione
Il cofanetto include tutti i 5 album in studio di Burzum pubblicati tra il 1992 e il 1997, più l'EP Aske del 1993, ciascuno in formato picture disc, con una nuova grafica appositamente realizzata da Stephen O'Malley. Inoltre, è incluso anche un poster.
La versione dell'album Filosofem inclusa nel box set, non contiene la traccia Rundgang um die transzendentale Säule der Singularität della durata di circa 25 minuti, perché troppo lunga per poter essere inclusa su singolo LP a 33 giri.

## Contenuto
- Burzum (1992)
- Aske (1993)
- Det som engang var (1993)
- Hvis lyset tar oss (1994)
- Filosofem (1996)
- Dauði Baldrs (1997)